# Karl Jaspers
Karl Jaspers ( ; Oldenburg, 23. februar 1883 — Bazel, 26. februar 1969 bio je nemačko-švajcarski psihijatar i filozof, predstavnik hrišćanskog egzistencijalizma. Ostvario je veliki uticaj na teologiju, psihijatriju i filozofiju. Nakon obuke i praktikovanja psihijatrije, Jaspers se okrenuo filozofskom istraživanju i pokušao da otkrije inovativni filozofski sistem, a na njega su u Nemačkoj često gledali kao na glavnog predstavnika egzistencijalizma, iako on nikada nije prihvatio tu etiketu.

## Biografija
Rođen je u Oldenburgu 1883. godine. Rano je pokazao interesovanje za filozofiju. Međutim, iskustvo njegovog oca u pravnom sistemu nesumnjivo je uticalo na njegovu odluku da studira pravo na Hajdelberškom univerzitetu. Po očevoj želji, posle mature upisuje pravo. U to vreme lekari su mu otkrili neizlečivo oboljenje pluća i srca, zbog čega će Jaspers čitavog života morati da se kloni svakog fizičkog napora. On ubrzo shvata da ipak nije toliko zainteresovan za pravo i započinje studije medicine 1902. godine, s tezom o kriminologiji. Medicinu je završio 1909. godine i počinje da radi u psihijatrijskoj bolnici u Hajdelbergu. Od 1916. godine radi kao vanredni profesor na Katedri za psihologiju u Hajdelbergu, a od 1921. kao redovni profesor na Katedri za filozofiju. Tokom vlasti nacionalsocijalista, Jaspers je bio primoran da napusti svoju nastavničku funkciju zbog toga što mu je žena bila Jevrejka. Od 1943. godine bilo mu je zabranjeno i da objavljuje radove. U posleratnom dobu bitno doprinosi obnovi Univerziteta u Hajdelbergu. Godine 1948. prihvata poziv na Katedru za filozofiju u Bazelu, a 1958. dobija Nagradu za mir. Umro je u Bazelu 26. februara 1969. godine.

## Filozofija i teologija
Većina kritičara povezuje Jaspersa sa filozofijom egzistencijalizma, delimično jer se bazira na egzistencijalističkim korenima Ničea i Kirkegora, a delimično i zato što tema individualne slobode prožima njegov rad. Počevši sa savremenom naukom i empirizmom Jaspers ukazuje da sve dok ispitujemo realnost mi se suprotstavljamo granicama koje neki empirijski ili naučni metod ne može da prevaziđe.
Kao psiholog, Jaspers je otkrio činjenicu da se čovek ne odnosi prema svetu prevashodno sa ciljem da ga sazna, već pre svega da se praktično orijentiše u njemu. On izdvaja tri vrste pogleda na svet:
- Prvi tip se odnosi na fizički svet kao skup svih čulnih svari u prirodi, što je predmet prirodnih nauka.
- Drugi tip se odnosi na samoposmatranje čoveka kao subjekta i obuhvata duhovno – kulturno delovanje, što je predmet duhovnih nauka.
- Treći tip pogleda na svet uočava rascep između čoveka i sveta i teži da ih obuhvati u jedno. Takvo viđenje sveta Jaspers naziva metafizikom (filozofijom).

Jaspers ne odbacuje nauku već samo ukazuje na njene granice u pogledu razumevanja egzistencije. Po Jaspersu, suštinu egzistencije izražavaju doživljaji nesigurnosti i konačnosti, koje čovek upoznaje u graničnim situacijama, kao što su smrt, krivica, borba ili patnja. U takvim situacijama čovek mora sam da se opredeli i da sam izabere jednu od protivrečnih mogućnosti.
Čovek je kroz istoriju razvio različite načine prevazilaženja egzistencijalne nesigurnosti. Na primer, on potčinjava prirodu, ali ne može da ovlada njome jer ne može da je spozna u potpunosti.
Temelj egzistencije prema Jaspersovom mišljenju, a ujedno i osnovno pitanje filozofije – pitanje o tome šta jeste, odnosno šta je biće. Jaspers smatra da se biće ne može saznati ni kao predmet van naše svesti niti kao predmet unutrašnjeg iskustva – ni kao objekt, ni kao subjekt, već kao nešto što obuhvata i jedno i drugo. Jaspers to naziva transcendencijom ili obuhvatnim. Pojam transcendencije se može objasniti samo putem šifri i simbola, što prevazilazi saznajnu moć naučnih pojmova. Za Jaspersa je transcendencija ono što postoji izvan sveta vremena i prostora. Jaspersova formulacija transcendencije kao krajnje neobjektivnosti (ili ne-stvarnosti) navela je mnoge filozofe da tvrde da je Jaspers na kraju postao monist, mada je i sam Jaspers stalno naglašavao neophodnost priznavanja valjanosti koncepata i subjektivnosti i objektivnosti.Tako i egzistencija predstavlja pojavljivanje večnog u vremenu, beskonačnog u konačnom, pa je i ona sama šifra transcendencije.
Pojedinačna egzistencija, tj. konkretni čovek, uvek živi u određenoj situaciji koja podrazumeva i postojanje drugih ljudi. Zbog toga Jaspers smatra da je uzajamna komunikacija, kao borba za uzajamnu ljubav i solidarnost u društvu, izvor individualnosti i humanog života.
Iako je odbacio eksplicitne religiozne doktrine, uključujući pojam ličnog Boga, Jaspers je uticao na savremenu teologiju kroz svoju filozofiju transcendencije i granice ljudskog iskustva. Mistične hrišćanske tradicije izuzetno su uticale na samog Jaspersa, posebno na one Majstora Ekharta i Nikole Kuzanskog. Takođe se aktivno interesovao za istočnu filozofiju, posebno budizam, i razvio teoriju ključnog doba, period značajnog filozofskog i religioznog razvoja. Jaspers je takođe ušao u javne rasprave sa Rudolfom Bultmanom, pri čemu je Jaspers oštro kritikovao Bultmanovo „demitologizovanje“ hrišćanstva.
Jaspers je opširno pisao o pretnji ljudskoj slobodi koju predstavljaju moderna nauka i savremene ekonomske i političke institucije. Tokom Drugog svetskog rata morao je da napusti svoje učiteljsko mesto jer je njegova supruga bila Jevrejka. Nakon rata ponovo je nastavio svoj nastavnički položaj, a u svom delu Pitanje nemačke krivice bezrezervno je ispitao krivicu Nemačke u celini u zločinima Hitlerovog Trećeg Rajha.
Sledeći citat o Drugom svetskom ratu i njegovim zločinima korišćen je na kraju šeste epizode BBC-jeve dokumentarne serije Nacisti: Upozorenje iz istorije: "Ono što se desilo je upozorenje. Zaboraviti je krivica. Moramo se neprestano prisećati. Bilo je moguće da se ovo dogodi, i ostaje moguće da se to ponovi u svakom trenutku. Samo se znanjem to može sprečiti. "
Jaspersovi glavni radovi, dugotrajni i detaljni, mogu izgledati zastrašujuće u svojoj složenosti. Njegov poslednji veliki pokušaj sistematske filozofije postojanja - Istina- još se nije pojavio na engleskom. Međutim, napisao je i kraća dela, od kojih je najznačajnija Filozofija je za svakog. Dva glavna zagovornika fenomenološke hermeneutike, a to su Pol Riker (Jaspersov učenik) i Hans-Georg Gadamer (Jaspersov naslednik u Hajdelbergu), obojica pokazuju Jaspersov uticaj u svojim radovima.

## Doprinosi psihijatriji
Jaspersovo nezadovoljstvo popularnim razumevanjem mentalnih bolesti dovelo ga je do pitanja kako dijagnostičkih kriterijuma, tako i metoda kliničke psihijatrije. Objavio je članak 1910. u kojem se bavio problemom da li je paranoja aspekt ličnosti ili rezultat bioloških promena. Iako nije proširio nove ideje, ovaj članak je uveo prilično neobičnu metodu proučavanja, bar prema tada važećim normama. Za razliku od Frojda, Jaspers je detaljno proučavao pacijente, dajući biografske podatke o pacijentima, kao i beleške o tome kako su se sami pacijenti osećali zbog njihovih simptoma. Ovo je postalo poznato kao biografska metoda i sada predstavlja osnov psihijatrijske i pre svega psihoterapeutske prakse.
Jaspers je iznio svoje poglede na mentalne bolesti u knjizi koju je objavio 1913. Opšta Psihopatologija. Ovaj rad je postao klasik u psihijatrijskoj literaturi i mnogi savremeni dijagnostički kriterijumi potiču iz ideja koje se nalaze u njemu. Jedan od Jaspersovih centralnih principa bio je da psihijatri treba da dijagnostifikuju simptome mentalnih bolesti (naročito psihoze) po obliku, a ne po sadržaju. Na primer, u dijagnostici halucinacije važnije je napomenuti da osoba doživljava vizuelne pojave kada na njih ne utiče senzorni stimulus, nego da primeti šta pacijent vidi. Ono što pacijent vidi je "sadržaj", ali razlika između vizuelne percepcije i objektivne stvarnosti je "oblik".
Jaspers je smatrao da psihijatri mogu dijagnostifikovati deluzije na isti način. Takođe je smatrao da kliničari ne bi trebali razmatrati deluziono uverenje na osnovu sadržaja uverenja, već samo na osnovu načina na koji pacijent drži do takvog uverenja. (Pogledajte deluzije za dalju raspravu.) Jaspers je takođe razlikovao primarne i sekundarne deluzije. Primarne deluzije definisao je kao autohtone, što znači da nastaju bez očiglednog razloga, a izgledaju nerazumljivo u smislu normalnog mentalnog procesa. (Ovo je malo drugačija upotreba reči autohtona od obične medicinske ili sociološke upotrebe) Sekundarne deluzije je, s druge strane, definisao kao one pod uticajem porekla, trenutne situacije ili mentalnog stanja osobe.
Jaspers je primarne deluzije smatrao na kraju „nerazumljivim“, pošto je verovao da iza njihovog formiranja ne postoji koherentan proces rezonovanja. Ovo gledište je izazvalo izvesne kontroverze, a kritikovali su ga R. D. Laing i Ričard Bental (1999, str. 133-135), ističući da takav stav može terapeute dovesti u samozadovoljstvo pretpostavkom da, jer oni ne razumeju pacijenta, pacijent je deluzivan i dalje ispitivanje terapeuta neće imati efekta. Na primer, Hab Engels (2009) tvrdi da je šizofreni poremećaj govora možda razumljiv, baš kao što je razumljiv i govor iz snova Emila Krepelina.

## Političko gledište
Jaspers se poistovetio sa liberalnom političkom filozofijom Maksa Vebera, iako je on odbacio Veberov nacionalizam. Cenio je humanizam i kosmopolitizam i, pod uticajem Imanuela Kanta, zalagao se za međunarodnu federaciju država sa zajedničkim ustavima, zakonima i međunarodnim sudovima. Oštro se suprotstavio totalitarnom despotizmu i upozorio na rastuću tendenciju tehnokratiji ili režimu koji ljude smatra pukim instrumentima nauke ili ideološkim ciljevima. Takođe je bio skeptičan prema većinskoj demokratiji. Stoga je podržao oblik upravljanja koji je garantovao individualnu slobodu i ograničenu vladu, a delio je i Veberovo verovanje da demokratiju treba da vodi intelektualna elita.

## Uticaji
Jaspers je smatrao da su Kirkegor i Niče dve najvažnije ličnosti u postkantskoj filozofiji. U svojoj kompilaciji Veliki filozofi napisao je: "Pristupam prezentaciji Kirkegora s nekom strepnjom. Pored Ničea, tačnije pre Ničea, smatram ga najznačajnijim misliocem našeg post-Kantovskog doba. Sa Geteom i Hegelom jedna epoha je dostigla svoj zaključak, a naš prevladavajući način razmišljanja - odnosno pozitivistički, prirodno-naučni - ne može se zaista smatrati filozofijom. Jaspers takođe postavlja pitanje mogu li ova dva filozofa predavati odnosno podučavati. Barem je za Kirkegora Jaspers smatrao da Kirkegorov ceo način indirektne komunikacije sprečava bilo kakve pokušaje da njegovu misao pravilno objasni u bilo kakvoj sistematskoj nastavi.
Iako je Jaspers sigurno bio dužan Kirkegoru i Ničeu, on takođe duguje mnogo tradicionalnijim filozofima, naročito Kantu i Platonu. Valter Kaufman tvrdi u Od Šekspira do egzistencijalizma da, iako je Jaspers sigurno bio zadužen Kirkegoru i Ničeu, bio najbliži Kantovoj filozofiji:
Jaspers se prečesto doživljava kao naslednik Ničea i Kirkegora sa kojima je on na mnogo načina manje blizak od Kanta ... Kantovske antinomije i Kantova zabrinutost za područje odluke, slobode i vere postali su uzori Jaspersu. I čak i dok je Kant „morao da se odmakne od znanja kako bi napravio prostor za veru“, Jaspers u velikoj meri ceni Niečea jer smatra da je Niče odustao od znanja, čime je ustupio prostor Jaspersovoj „filozofskoj veri“...
U svom eseju "O mojoj filozofiji" Jaspers navodi: "Dok sam još bio u školi Spinoza je bio prvi. Kant je tada postao filozof za mene i ostao takav ... Niče je za mene dobio značaj tek kasnije veličanstvenim otkrivenjem nihilizma i zadatak da ga prevaziđem." Jaspers je takođe dužan svojim savremenicima, poput Hajnriha Bluhera od koga je pozajmio izraz," antipolitički princip " za opisivanje totalitarizma, uništenja prostora otpora.

## Odabrana dela
- Filozofija, um i egzistencija
- Filozofija egzistencije
- Istina i nauka
- Psihologija pogleda na svet
- Filozofska vera
- Uvod u filozofiju
- Atomska bomba i budućnost čovečanstva

## Literatura
- Claudio Fiorillo (2003). Fragilità della verità e comunicazione. La via ermeneutica di Karl Jaspers. Rome: Aracne. ISBN 978-8-87999-463-7.
- Azurmendi, Joxe: "Bakearen inguruko diskurtsoaren jasangaitza" about Die Schuldfrage (Jaspers, 1946) in Barkamena, kondena, tortura, Donostia, Elkar:. Azurmendi, Joxe (2012). Barkamena, kondena, tortura: Estatua kontzientzien kontrolatzailea. Elkar. ISBN 978-84-9027-007-3.
- Engels, Huub Emil Kraepelins Traumsprache: erklären und verstehen. In Dietrich von Engelhardt und Horst-Jürgen Gerigk (ed.). Karl Jaspers im Schnittpunkt von Zeitgeschichte, Psychopathologie, Literatur und Film. Engelhardt, Dietrich von; Gerigk, Horst-Jürgen (2009). Karl Jaspers im Schnittpunkt von Zeitgeschichte, Psychopathologie, Literatur und Film. Mattes. стр. 331—43. ISBN 978-3-86809-018-5. Heidelberg: Mattes Verlag.
- Miron, Ronny, (2012). Karl Jaspers: From Selfhood to Being.. Amsterdam/New York, NY, Rodopi:
- Xavier Tilliette, Karl Jaspers, Aubier, coll. « Théologie », 1960

## Spoljašnje veze
- Karl Jaspers (Stanford Encyclopedia of Philosophy)(језик: енглески)
- Karl Jaspers: On My Philosophy(језик: енглески)
- Hronologija: Karl Jaspers (језик: немачки)
- Austrijsko društvo Karl Jaspers(језик: немачки)
- Новински исечци на тему  Karl Jaspers у Новинским архивама 20. века Немачке националне библиотеке економије (ZBW)